# Campôme
Campôme (katalanisch Campome) ist eine französische Gemeinde mit 120 Einwohnern (Stand 1. Januar 2022) im Département Pyrénées-Orientales in der Region Okzitanien. Sie gehört zum Arrondissement Prades und zum Kanton  Les Pyrénées catalanes.

## Geografie

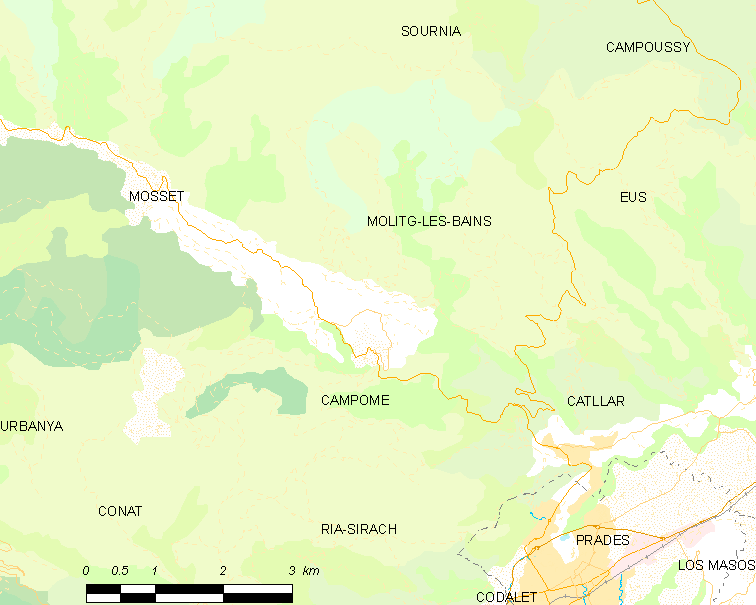
Karte von Campôme

### Nachbargemeinden
Nachbargemeinden von Campôme  sind Molitg-les-Bains im Norden, Catllar im Osten, Ria-Sirach im Süden und Mosset im Westen.

## Bevölkerungsentwicklung
| Jahr      | 1962 | 1968 | 1975 | 1982 | 1990 | 1999 | 2013 |
| Einwohner | 105  | 104  | 102  | 104  | 121  | 106  | 114  |

## Sehenswürdigkeiten
- Kirche Sainte-Marie
- Ehemalige Kirche Saint-Christophe in Fornols
- Burgruine Paracolls
- Le Rocher gravé de Fornols

## Persönlichkeiten
- Thomas I. de Banyuls (1556–1627)
- Raymond de Banyuls (1747–1829)